# Schistogyna arcana
Schistogyna arcana es una especie de araña araneomorfa de la familia Linyphiidae. Es el único miembro del género monotípico Schistogyna.

## Distribución
Se encuentra en el archipiélago Juan Fernández de Chile en la isla Robinson Crusoe.